# Lutsu (Põlva)
Lutsu is een plaats in de Estlandse gemeente Põlva vald, provincie Põlvamaa. De plaats heeft de status van dorp (Estisch: küla) en telt 61 inwoners (2021).

## Ligging
Even ten noorden van het dorp loopt de spoorlijn Tartu - Petsjory. Holvandi is het dichtstbijzijnde station.
De rivier Lutsu loopt door het dorp. Het zuidelijk deel van het meer Lutsu Palojärv (4,3 ha) ligt op het grondgebied van Lutsu. Hoewel het meer naar Lutsu is vernoemd, ligt het grootste deel op het grondgebied van het buurdorp Soesaare. De beek Kooskora oja stroomt door het meer en vormt over een korte afstand de grens tussen Lutsu en Soesaare.

## Geschiedenis
Lutsu werd voor het eerst genoemd in 1627 als Ludtze Jack. In 1638 heette het latere dorp Lutzu Jaek en in 1685 Lutzu. Het bestond oorspronkelijk uit een klein groepje boerderijen op het landgoed van Alt-Koiküll-Kirrumpäh (Vana-Koiola). De boerderijen lagen in het buitengebied van Vanaküla.
In 1977 werden de buurdorpen Kuudra en Tõrvhavva bij Lutsu gevoegd.